# Premonstrátský klášter (Zsámbék)
Premonstrátský klášter (Zsámbék) je románsko-gotická zřícenina kláštera a kostela v obci Zsámbék v Maďarsku, která se nachází v župě Pest, okres Budakeszi, přibližně 30 km západně od Budapešti. Středověké zříceniny tvoří výraznou dominantu města a jsou důležitou součástí jeho historického dědictví.
Samotná zřícenina je pozůstatkem trojlodní premonstrátské baziliky a přiléhajícího kláštera, postavených v letech 1220–1234. Architektura stavby kombinuje pozdně románský a raně gotický sloh. V roce 1763 byly klášter i kostel vážně poškozeny při zemětřesení v Komárně a od té doby nebyly obnoveny. Severozápadní věž přišla o svou původní střechu, která byla nahrazena jednoduchým plechovým krytem. Tato věž je nyní výrazně nižší než jihovýchodní věž, která si zachovala svou původní špičatou střechu. Dnes je možné navštívit vnitřní prostory zříceniny. V klenuté místnosti bývalého kláštera se nachází lapidárium, kde jsou vystaveny různé kamenné artefakty. Celý areál je chráněnou kulturní památkou.

## Historie kláštera
První kamenný kostel na tomto místě byl postaven již v 11. století a v následujícím století byl rozšířen. Král Béla III. daroval Zsámbék francouzskému rytíři Aynardovi, který do Maďarska přišel jako člen doprovodu královy druhé manželky Markéty Kapetovny. Potomci rytíře Aynarda kolem roku 1220, pravděpodobně před rokem 1235, nechali postavit baziliku zasvěcenou svatému Janu Křtiteli. K ní přiléhal premonstrátský klášter na severní straně kostela. Většina stavby vznikla před tatarským vpádem, ale dokončovací práce probíhaly až po něm. Zakladatelé kláštera byli pohřbeni přímo v kostele.

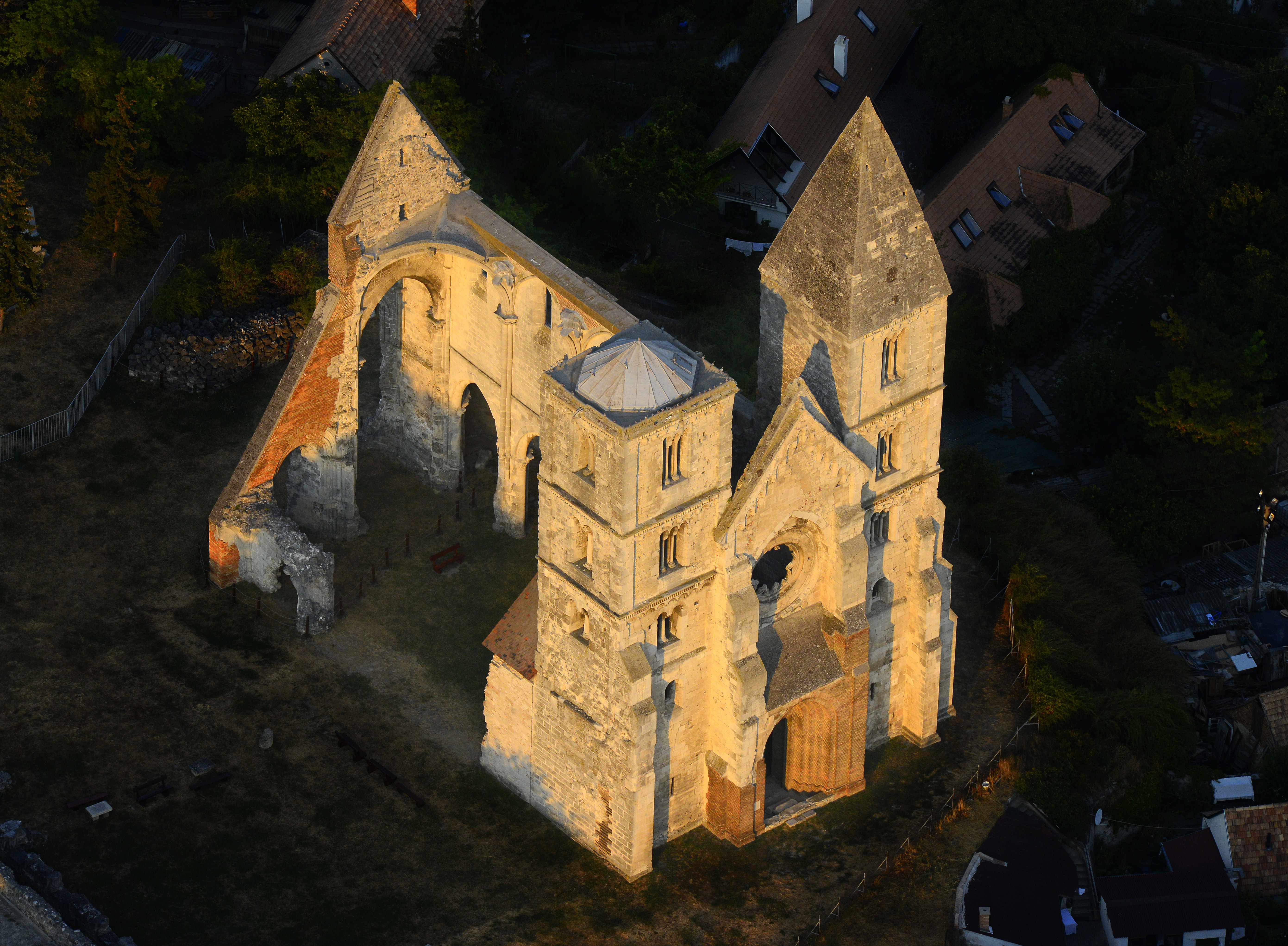
Zsámbék, pohled na zříceninu kostela z ptačí perspektivy

Král Béla IV. později potvrdil donace ve prospěch kláštera na žádost potomků zakladatelů. Klášter, který byl bohatý a vlivný, hostil početnou komunitu mnichů – jejich počet dosahoval až dvaceti členů. V 15. století klášter vyhořel a roku 1475 byl kvůli úpadku premonstrátského řádu převeden do správy paulínů. Ti s papežským svolením zahájili jeho přestavbu v gotickém slohu. Premonstráti se proti této změně bránili, avšak neúspěšně.
Po roce 1541, kdy Budín padl do tureckých rukou, se Zsámbék dostal pod osmanskou nadvládu. Paulíni byli nuceni klášter opustit, a ten byl následně Turky přeměněn na pevnost. V roce 1689 získala Zsámbék i s klášterem rodina Zichyů, která využívala kapli svého zámku. Zkázu kostela dovršilo zemětřesení v Komárně 28. června 1763, které zničilo severní boční loď a část jejích stěn. Klášter zůstal opuštěný a jeho stavební materiál byl postupně rozebrán místními obyvateli. Na místě chátrajícího kláštera si obyvatelé Zsámbéku postavili nový kostel v centru obce.

## Záchrana a současný stav

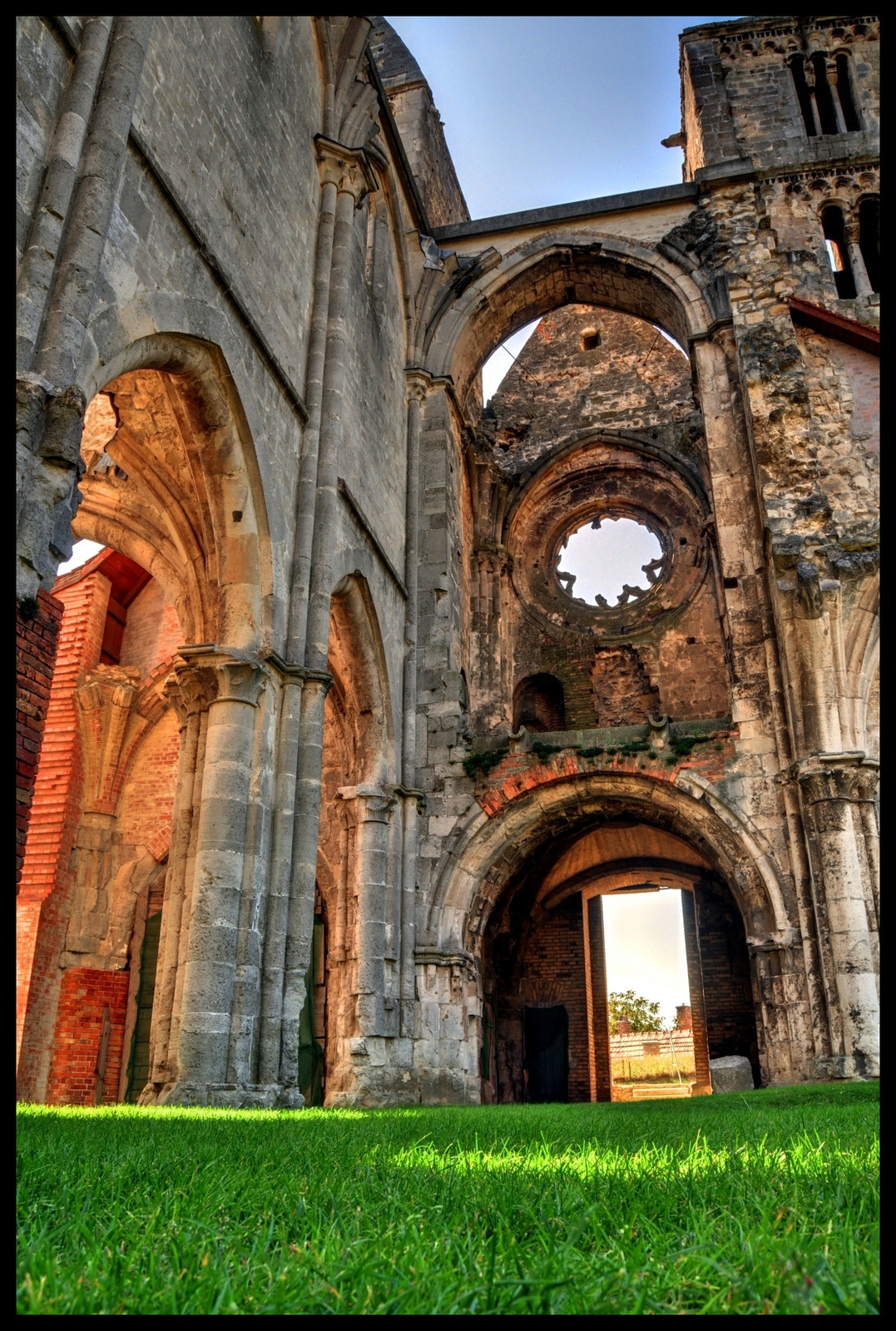
Zřícenina premonstrátského kostela

Zříceniny kláštera a kostela mohly zcela zaniknout, nebýt úsilí historiků a archeologů Flórise Rómera a Imre Henszlmanna, kteří v 70. letech 19. století upozornili na jejich význam. V roce 1889 ministr náboženství a veřejného školství Ágoston Trefort pověřil architekta Istvána Möllera konzervačními pracemi. Möllerova metoda, která zachovala zříceninu ve stávajícím stavu, odpovídala moderním zásadám památkové péče. Kostel byl zpevněn pouze tam, kde to bylo nezbytně nutné, přičemž byly použity jak původní kameny, tak nové materiály, které jasně dokumentují zásahy restaurátorů. Tímto způsobem se podařilo zříceninu uchovat jako jedinečný doklad středověké architektury.

## Architektonické řešení

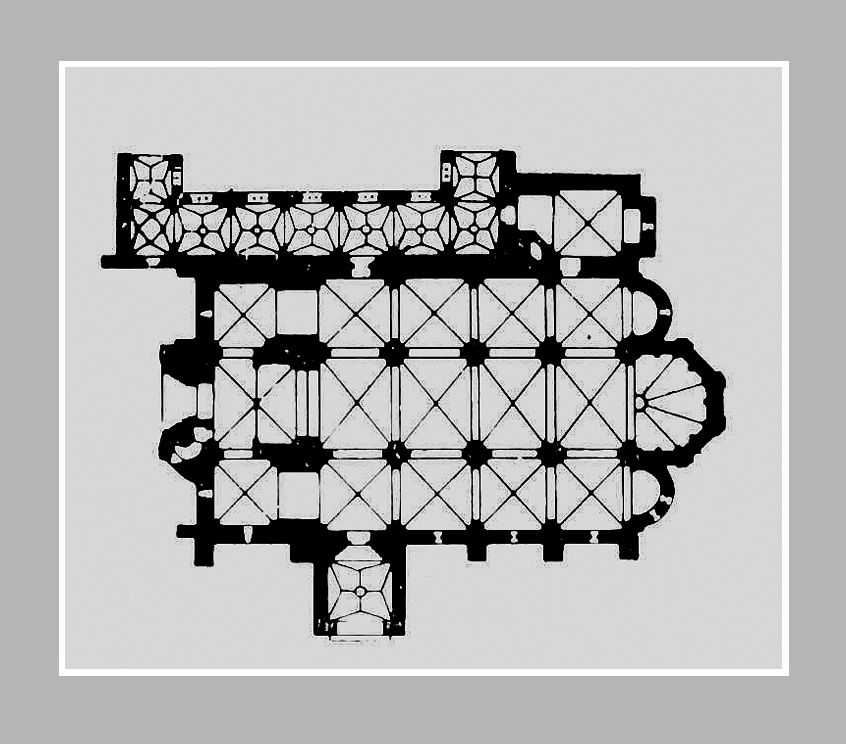
Půdorys kostela

Původní kostel měl dvě věže a trojlodní uspořádání bez příčné lodi, s bazilikálním členěním a třemi apsidami. Hlavní průčelí směřovalo na jihozápad. Románské prvky stavby se projevují v obloučkových římsách, rostlinných a zoomorfních motivech na hlavicích sloupů i v klenutých interiérech. Přechod k rané gotice je patrný například na polygonálním závěru hlavní apsidy či v propracovanějších klenbách.

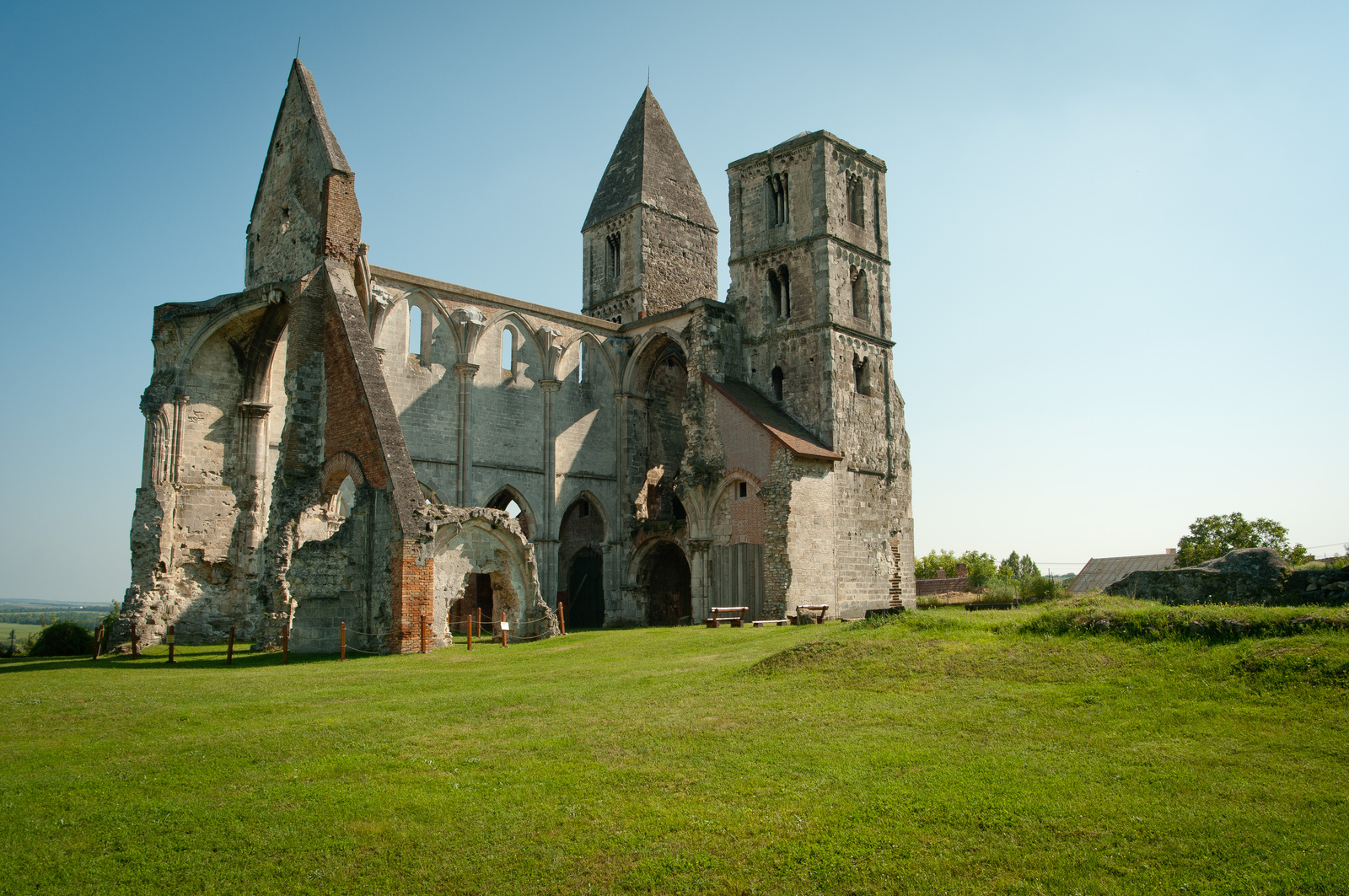
Zřícenina premonstrátského premonstrátského kostela

Pozdější úpravy zahrnovaly gotickou střechu na severozápadní věži (dnes zaniklou), růžicové okno na průčelí a křížovou chodbu kláštera na severní straně kostela. I přes jejich částečné dochování zůstává zřícenina v Zsámbéku jednou z nejvýznamnějších památek premonstrátského řádu v Maďarsku.